# Gareth Hoskins
Gareth Dale Hoskins (ur. 15 kwietnia 1967 w Edynburgu, zm. 9 stycznia 2016) – szkocki architekt.

## Życiorys
Gareth Hoskins urodził się w Edynburgu. Ojciec był aktuariuszem, a matka znaną florystką. Ukończył George Watson's College, a potem Mackintosh School of Architecture w Glasgow School of Art. W 1992 roku zatrudnił się w londyńskiej firmie Penoyre & Prasad, a w 1998 roku wrócił do Szkocji i założył własną firmę Gareth Hoskins Architects. W 2000 roku otrzymał od Building Design tytuł Młodego Architekta Roku. W 2006 roku został Architektem Roku Wielkiej Brytanii, a trzy lata później Szkockim Architektem Roku. W 2010 roku otrzymał Order Imperium Brytyjskiego za osiągnięcia w dziedzinie architektury. W latach 2006–2010 jako Scottish Government’s National Healthcare Design Champion miał wpływ na jakość krajowego budownictwa.

## Życie prywatne
Gareth Hoskins był żonaty, miał dwoje dzieci i mieszkał w Helensburgh. 3 stycznia 2016 roku podczas turnieju szermierki miał zawał serca. Zmarł sześć dni później w Edinburgh Royal Infirmary. Niedługo po jego śmierci Argyll and Bute ogłosił, że przebudowa Hermitage Park w Helensburgh zostanie mu zadedykowana, jako autorowi tego projektu.

## Projekty
- 2011 – opracował projekt przebudowy Muzeum Narodowego Szkocji[6]
- 2014 – przebudowa Scottish National Gallery[7]
- 2011 – projekt wejścia Muzeum Wiktorii i Alberta oraz Galerii Architektury i przestrzeni wystawowych[8][9]
- 2015 – Old Royal High School w Edynburgu. Projekt, który zakładał częściową rozbiórkę budynku z 1825 roku i przerobienie go na luksusowy hotel został odrzucony przez radnych Edynburga[6]
- 2013 – Weltmuseum w Wiedniu[10]
- 2009 – przeprojektowanie Galerii Sztuki Aberdeen[11]
- 2016/17 – National Theatre of Scotland[12]
- 2008 – Seminarium św. Piotra w Cardross (z Urban Splash )[13]
- 2006 – Mareel kino w Lerwick[6]
- 2005 – kasa biletowa na zamku w Edynburgu[14]
- 1999 – Mackintosh Interpretation Centre w The Lighthouse w Glasgow[15]